# Клятва (фільм, 2012)
«Клятва» (англ. The Vow) — американський мелодраматичний фільм 2012 року режисера Майкла Саксі за сценарієм Еббі Кон, Марка Сільверштейна та Джейсона Катімса. Фільм знятий на реальних подіях і натхненний справжньою історією Кім та Крикітт Карпентерів. Головні ролі зіграли Рейчел МакАдамс і Ченнінг Татум в ролі Пейдж і Лео Коллінзів, другорядні — Сем Нілл, Скотт Спідмен і Джессіка Ланге.
Станом на 2013 рік, «Клятва» був восьмим найкасовішим мелодраматичним фільмом, що вийшов з 1980 року. Це останній фільм Spyglass Entertainment до відродження компанії в 2019 році.

## Сюжет
Молодята відновлюються після автомобільної аварії, але дружина все ще в стані коми. Прокинувшись з важкою втратою пам'яті, вона не пам'ятає свого чоловіка, тож йому знову належить завоювати її серце.

## У ролях
- Рейчел МакАдамс — Пейдж
- Ченнінг Татум — Лео
- Скотт Спідмен — Джеремі
- Сем Нілл — батько Пейдж
- Джессіка Ленґ — мати Пейдж
- Діллон Кейсі — Райан
- Рейчел Скарстен — Роуз
- Крістіна Пешич — Лізбет
- Бріттні Ірвін — Лєна
- Джиненн Гуссен — Соня
- Джессіка Мак-Немі — Гвен[3]
- Кім Робертс — Барбара

## Український дубляж
Фільм дубльовано студією «LeDoyen» на замовлення компанії «B&H Film Distribution» у 2012 році.
Переклад: Олександра Шабельника 

Режисер дубляжу: Ольга Фокіна 

Звукорежисер: Михайло Угрин 

Звукорежисер перезапису: Боб Шевяков 

Координатор проєкту: Аліна Гаєвська 

Ролі дублювали: Ченнінґ Татум/Лео — Дмитро Гаврилов, Рейчел МакАдамс/Пейдж — Катерина Брайковська, Євген Пашин, Олександр Шевчук, Надія Кондратовська, Джессіка МакНемі/Ґвен — Тетяна Пиріжок та інші.